# Mongoloraphidia martynovae
Mongoloraphidia martynovae är en halssländeart som först beskrevs av Steinmann 1964.  Mongoloraphidia martynovae ingår i släktet Mongoloraphidia och familjen ormhalssländor. Inga underarter finns listade i Catalogue of Life.